# Губернські і повітові старости
Губернські і повітові старости — посади, які було запроваджено наказом гетьманського уряду Української Держави від 14 травня 1918 для заміни посад голів місц. адміністрацій — губернських комісарів і повітових комісарів, що існували з часів Української Центральної Ради. Губернським старостам надавалися права колишніх російських генерал-губернаторів (див. Генерал-губернаторства в Україні).
Гетьман бажав мати на місцях, по-перше, своїх вірних прихильників, по-друге — досвідчених адміністраторів з місцевого населення, придатних до державного керівництва. Виходячи з цього, губернськими та повітовими старостами призначалися місцеві землевласники, земські діячі, судді, військові. Переважна більшість із них була байдужа і навіть ворожа до національної справи, що викликало конфлікти між владою і українським громадянством. На посадах губернських старост 1918 перебували: І.Чарторижський (Київщина), Д.Андро (Волинь), С.Кисельов (Поділля), М.Савицький (Чернігівщина), С.Іваненко (Полтавщина), генерал Черніков (Катеринославщина), генерал П·Заліський (Харківщина), Семен Пищевич (Херсонщина), О.Десницький (Таврійська округа), О.Скоропис-Йолтуховський (Холмщина і Підляшшя) ;П·Патон (Поліська округа. Посади Г. і п.с. були скасовані Директорією УНР.